# Şıxmahmud
Şıxmahmud è un comune dell'Azerbaigian situato nel distretto di Babək.